# Red Dead
Red Dead er en serie af western action-adventure videospil udviklet af Rockstar San Diego og udgivet af Rockstar Games. Det første spil, Red Dead Revolver, blev oprindeligt udgivet til PlayStation 2 og Xbox i maj 2004. Det andet spil, Red Dead Redemption, blev udgivet til PlayStation 3 og Xbox 360 i maj 2010. DLC til Redemption med titlen Undead Nightmare blev udgivet i oktober 2010. Det tredje spil i serien, Red Dead Redemption 2, er planlagt til at blive udgivet i 2018 til PlayStation 4 og Xbox One.